# Dolabritor
Dolabritor es un género de arañas araneomorfas de la familia Linyphiidae. Se encuentra en Colombia.

## Lista de especies
Según The World Spider Catalog 12.0:
- Dolabritor ascifer Millidge, 1991
- Dolabritor spineus Millidge, 1991